# Stazione di Guardavalle

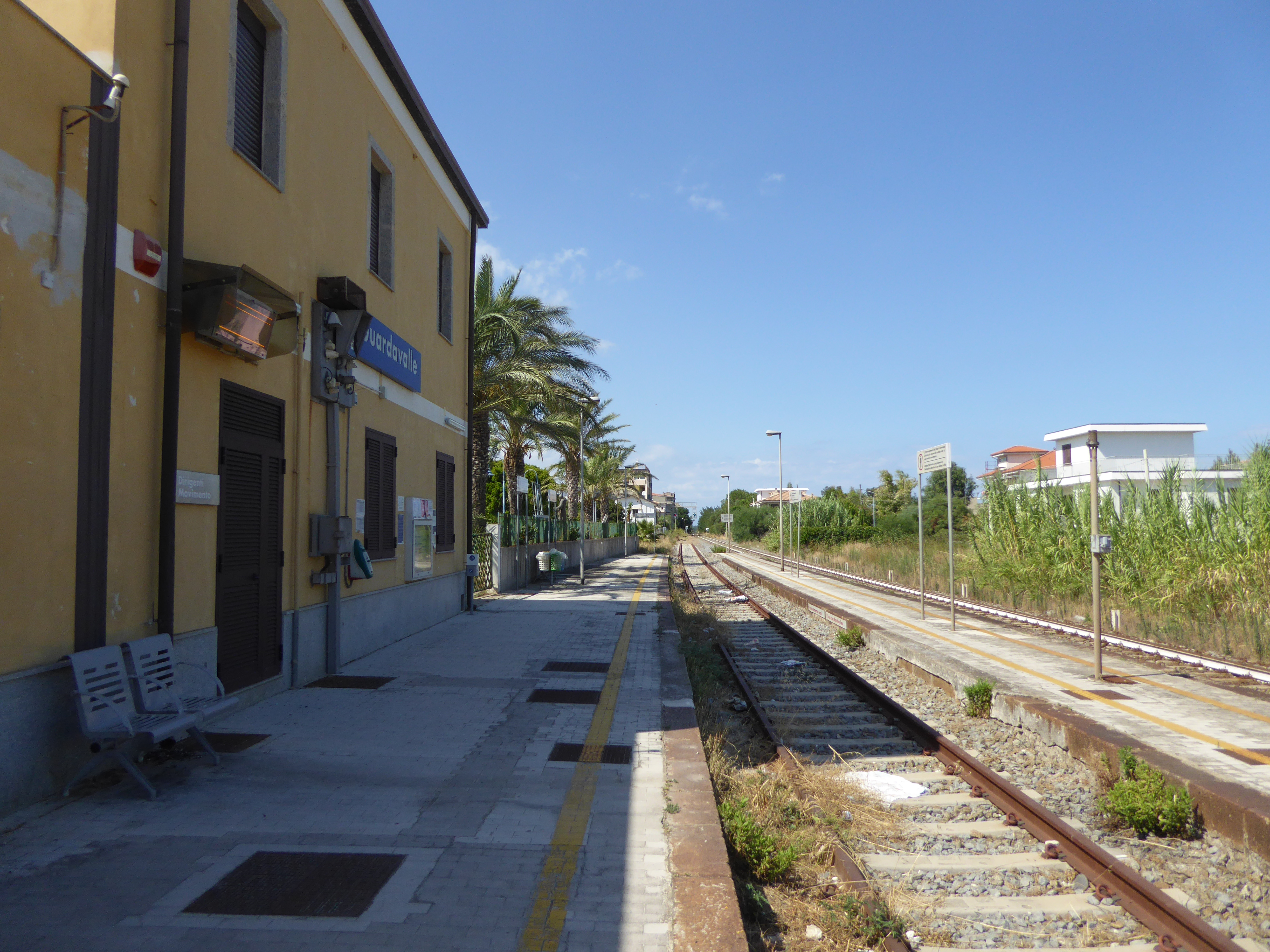
Stazione ferroviaria di Guardavalle (agosto 2019)

La stazione di Guardavalle è una stazione ferroviaria posta sulla ferrovia Jonica. Serve il centro abitato di Guardavalle.

## Strutture e impianti
La stazione dispone di 2 binari per il servizio viaggiatori. È presente un monitor per fornire informazioni ai passeggeri.

## Movimento
La stazione è servita dai treni regionali operati da Trenitalia nell'ambito del contratto di servizio stipulato con la regione Calabria